# Momina cyrkwa
Momina cyrkwa (bułg. Момина църква) – wieś w Bułgarii, w obwodzie Burgas, w gminie Sredec. W 2023 roku liczyła 274 mieszkańców.